# Luis Pedro Marco de la Peña
Luis Pedro Marco de la Peña (Santander, 1969) es un ingeniero y político español, actual presidente de los entes públicos Adif y Adif-Alta Velocidad.

## Biografía
Nacido en Santander en 1969, Pedro Marco es ingeniero de Caminos, Canales y Puertos por la Universidad de Cantabria desde 1993. En 2009 inició su experiencia en el sector público, cuando fue nombrado director general de Euskal Trenbide Sarea - Red Ferroviaria Vasca (ETS-RFV), ente público del Gobierno Vasco creado para optimizar el sector ferroviario, hasta 2013.Ha sido desde el año 2020 hasta 2024 viceconsejero de Infraestructuras y Transportes en el País Vasco.
En septiembre de 2024 fue nombrado presidente de Adif y Adif-AV, tras la destitución de su antecesor Ángel Contreras.

## Cargos ocupados
- Director general de Euskal Trenbide Sarea - Red Ferroviaria Vasca (2009-2013).
- Viceconsejero de Infraestructuras y Transportes en el País Vasco (2020-2024).
- Presidente de Adif y Adif-AV (2024-actualidad).